# Văn Hải (phường)
Văn Hải là một phường thuộc thành phố Phan Rang – Tháp Chàm, tỉnh Ninh Thuận, Việt Nam.

## Địa lý
Phường Văn Hải nằm ở phía đông bắc thành phố Phan Rang – Tháp Chàm, có vị trí địa lý:
- Phía đông giáp Biển Đông (vịnh Phan Rang) và huyện Ninh Hải
- Phía tây giáp xã Thành Hải và phường Đài Sơn
- Phía nam giáp phường Mỹ Bình
- Phía bắc giáp huyện Ninh Hải.

Phường có diện tích 9,24 km², dân số năm 2019 là 16.775 người, mật độ dân số đạt 1.816 người/km².

## Lịch sử
Dưới thời Việt Nam Cộng hòa, địa bàn xã Văn Hải hiện nay là một phần xã Khánh Hải thuộc quận Thanh Hải, tỉnh Ninh Thuận.
Sau năm 1975, xã Khánh Hải được chia thành hai xã Khánh Hải và Văn Hải thuộc huyện Ninh Hải, tỉnh Thuận Hải.
Ngày 1 tháng 9 năm 1981, Hội đồng Bộ trưởng ban hành Quyết định số 45-HĐBT. Theo đó, chuyển xã Văn Hải về thị xã Phan Rang – Tháp Chàm mới thành lập.
Ngày 21 tháng 1 năm 2008, Chính phủ ban hành Nghị định 08/2008/NĐ-CP. Theo đó:
- Điều chỉnh 133,01 ha diện tích tự nhiên và 2.512 người của xã Văn Hải về phường Mỹ Bình mới thành lập
- Thành lập phường Văn Hải trên cơ sở toàn bộ 927,11 ha diện tích tự nhiên và 13.909 người còn lại của xã Văn Hải.